# Þórey Rósa Stefánsdóttir
Þórey Rósa Stefánsdóttir (født 14. august 1989) er en islandsk håndboldspiller, der spiller for Fram og Islands håndboldlandshold.
Hun deltog under VM 2011 i Brasilien. Þórey Rósa spillede i første omgang for klubberne ÍR Reykjavík og Fram. Hun spillede med Fram i sæsonen 2008/09 under EHF Challenge Cup. I sommeren 2009 skiftede hun til nederlandske E&O Emmen. I februar 2011 underskrev hun kontrakt med den tyske klub VfL Oldenburg, men skiftede i juli samme år til Team Tvis Holstebro. Indtil videre har hun spillet 24 kampe for islands håndboldlandshold.